# Txervona Dibrovka
Txervona Dibrovka - Червона Дибровка (rus) - és un poble de l'óblast de Bélgorod, a Rússia. El 2016 tenia 520 habitants. Pertany al districte (raion) de Xebékino.